# Las Adjuntas, Querétaro Arteaga
Las Adjuntas är en ort i Mexiko.   Den ligger i kommunen Pinal de Amoles och delstaten Querétaro Arteaga, i den centrala delen av landet, 210 km norr om huvudstaden Mexico City. Las Adjuntas ligger 1 502 meter över havet och antalet invånare är 105.
Terrängen runt Las Adjuntas är kuperad åt sydväst, men åt nordost är den bergig. Runt Las Adjuntas är det ganska tätbefolkat, med 52 invånare per kvadratkilometer. Närmaste större samhälle är Jalpan, 9,6 km öster om Las Adjuntas. I omgivningarna runt Las Adjuntas växer i huvudsak blandskog.